# Liste de jeux IGS
La liste des jeux IGS répertorie les jeux IGS classés par plate-forme.

## Jeux d’arcade

### PGM
- Demon Front (2002) ;
- Dodonpachi II : Bee storm (2001) ;
- Dragon World 2 (China Dragon 2) (1997) ;
- Dragon World 3 (China Dragon 3) (1999) ;
- Dragon World 3 Special (China Dragon 3 Special) (2000) ;
- Dragon World 2001 (China Dragon 4) (2001) ;
- Knights of Valour (Sangoku Senki) (1999) ;
- Knights of Valour Plus (Sangoku Senki Plus) (1999) ;
- Knights of Valour Superheroes (Sangoku Senki Superheroes) (1999) ;
- Knights of Valour 2 (Sangoku 2) (2000) ;
- Knights of Valour 2: Nine Dragons (2001) ;
- Spectral vs Generation (2005) ;
- The Gladiator (2003) ;
- Martial Masters (Shin Li Chen / Xing Yi Quan) (1999 à 2001 suivant révision) ;
- Oriental Legend (Xi Yo Gi Shi Re Zuang) (1997) ;
- Oriental Legend Special (Super Xi Yo Gi Shi Re Zuang) (1999) ;
- Oriental Legend 2  (2007) ;
- Photo Y2K (Real & Fake) (1999) ;
- Photo Y2K II (Real & Fake II) (2000) ;
- Puzzle Star (1999) ;
- Puzzli 2 (2000) ;
- The Killing Blade (1998).

### Atomiswave
- Knights of Valour: The Seven Spirits (Shin Sengoku Senki) (2004).

### PGM 2
- Jigsaw World Arena (2010) ;
- The King of Fighters '98 Ultimate Match (2009) ;
- Knights of Valour 2: New Legend / San Guo Zhan Zhi Er: Gai Shi Ying Xiong (2009) ;
- Oriental Legend 2 / Xi Yo Gi Shi Re Zuang Er (2007) ;
- Puzzle of Ocha (2010).

### Jeux musicaux
- Crazy Dance ;
- Fighting Club ;
- Percussion Kids (Tempo Kiddo) ;
- Percussison Master ;
- Percussison Master 2 ;
- Percussison Master 2008 ;
- Rock Fever ;
- Rock Fever Ex ;
- Rock Fever Ex Solo ;
- Rock Fever 3 ;
- Rock Fever 3 Plus ;
- Rock Fever 3.5 Max ;
- Rock Fever 4 ;
- Rock Fever 4 Remix ;
- Rock Fever 5 ;
- Jungle Drummer ;
- We Dancing Online.

### Jeux divers
- Alien Challenge (1992) ;
- Cabaret ;
- Champion Skill (Ability, Poker & Symbols) ;
- Champion Skill (with Ability) ;
- Chuugokuryuu II ;
- Fearless Pinocchio ;
- Fist Talks ;
- Golden Star ;
- Grand Tour ;
- The Great Wall ;
- Huang Fei Hong ;
- IQ-Block ;
- Long Hu Bang ;
- Wonder Boys ;
- Super Kids ;
- EZ Touch Global ;
- EZ Touch 2 ;
- EZ Touch Pro ;
- EZ Touch Deluxe ;
- EZ NET ;
- EZ NET 2 ;
- GoGoBall ;
- Pirate Revenge ;
- Top Driver Evolution (Speed Driver Evolution) ;
- Speed Rider ;
- Gold Captain ;
- Nightmare Buster ;
- Ocean Force ;
- Lucky Kiddy Series ;
- Running Doggy ;
- Rodeo King ;
- Panda Family ;
- Anger Explosion.

## Jeux PC

### Jeux en ligne
- Baby flash ;
- Big 2 ;
- Bingo joy ;
- DragonWord ;
- Eaven Online ;
- Fong Shen Online ;
- Happy Valley ;
- Lianliankan ;
- NABI ;
- NABI 2-Xianjie ;
- Star 31 ;
- Star Dou Dezhu ;
- Super Biyi Bi ;
- Stud Card ;
- Tycoon Slam ;
- Vegas Fruit Slots ;
- We Dancing Online.